# أندريه فرولوف
أندريه فرولوف (بالإستونية: Andre Frolov)‏ هو لاعب كرة قدم إستوني في مركز الوسط، ولد في 18 أبريل 1988 في Emmaste Parish ‏ في إستونيا. شارك مع منتخب إستونيا تحت 19 سنة لكرة القدم ومنتخب إستونيا تحت 21 سنة لكرة القدم ومنتخب إستونيا تحت 23 سنة لكرة القدم ومنتخب إستونيا لكرة القدم. أما مع النوادي، فقد لعب مع نادي فلورا.

## وصلات خارجية
- أندريه فرولوف على موقع الاتحاد الدولي (مؤرشف)  (الإنجليزية)
- أندريه فرولوف على موقع الاتحاد الأوربي (الإنجليزية)
- أندريه فرولوف على موقع اتحاد إستونيا (الإنجليزية)
- أندريه فرولوف على موقع قاعدة بيانات كرة القدم.إي يو (الإنجليزية)
- أندريه فرولوف على موقع ناشيونال فوتبول تيمز (الإنجليزية)
- أندريه فرولوف على موقع Soccerway.com (الإنجليزية)
- أندريه فرولوف على موقع عالم كرة القدم.نت (الإنجليزية)